# Pentatropis
Pentatrópis — рід жуків родини Довгоносики (Curculionidae).

## Зовнішній вигляд
До цього роду відносяться види середнього розміру, довжина їх тіла становить 10.5-15 мм. Основні ознаки:
- Головотрубка звужена допереду, має трикутне підвищення зверху та кілі;
- рукоятка вусиків вкорочена;
- задній край передньоспинки вигнутий;
- задньогруди коротші за діаметр середніх стегон;
- передні гомілки з загостреними кутами, задні лапки із неповними губчастими підошвами, довжина 1-го членика лапки не більша, ніж у 2-го;
- надкрила без плечей.

## Спосіб життя
Невідомий, ймовірно, він типовий для Cleonini.

## Географічне поширення
Рід є ендемічним для Південної Африки, в межах якої цілком знаходиться його ареал .

## Класифікація
У цьому роді описано щонайменше три види:
- Pentatropis blandus Faust, 1904 — Південна Африка
- Pentatropis formosus (Fåhraeus, 1842) — Південна Африка
- Pentatropis sparsus (Fåhraeus, 1842) — Південна Африка